# Austrian Football League 2010
Die Austrian Football League 2010 ist die 26. Spielzeit der höchsten österreichischen Spielklasse der Männer im American Football. Sie begann am 27. März 2010 mit dem Spiel der Prague Panthers gegen die Turek Graz Giants (28:42) und endete am 9. Juli 2010 mit dem 28:21-Sieg der Danube Dragons gegen die Swarco Raiders Tirol in der Austrian Bowl XXVI im Tivoli-Neu in Innsbruck. Es war der erste Staatsmeistertitel in der 25-jährigen Vereinsgeschichte der Danube Dragons.
Im Vergleich zur AFL der 25. Spielzeit gab es einige gravierende strukturelle Änderungen. Vor allem die Aufstockung der Liga von vier auf acht Teams und der Wegfall der nur 2009 existierenden Interdivision sind dabei am augenscheinlichsten. Neben den Aufsteigern Carinthian Black Lions (Interdivision), Salzburg Bulls (Division I) und Generali Invaders (Division I) aus St. Pölten, ist der Zugang der Prague Panthers, dem tschechischen Meister und EFAF-Cup-Sieger von 2009, bemerkenswert. Zu erwähnen ist außerdem der Abstieg der Cineplexx Blue Devils aus Hohenems in die Division I.
Auf Grund der in Deutschland stattfindenden Europameisterschaft wird der Grunddurchgang in einem leicht abgekürztem Modus gespielt. Wobei in den sechs Spielwochen jedes Team drei Heimspiele absolvieren wird. Die besten vier Teams des Grunddurchganges nehmen an den Play-offs teil, wobei die ersten beiden Heimrecht besitzen. Dessen Sieger spielen in der Austrian Bowl um den österreichischen Staatsmeistertitel.
Bemerkenswert ist ebenfalls die Importklasse der Saison 2010, welche als die bisher stärkste eingeschätzt wird. Mit Marquay Love (Swarco Raiders Tirol), früher bei den Miami Dolphins und New Orleans Saints, George Cooper (Turek Graz Giants), früher bei den Detroit Lions und Atlanta Falcons, sowie Germaine Race (Generali Invaders St. Pölten), früher San Diego Chargers, stehen drei ehemalige NFL-Profis bei AFL-Teams unter Vertrag. Generell gilt bei Importspielern die vier zu zwei Regel, also vier Legionäre im Kader am Spieltag und zwei gleichzeitig am Spielfeld. Ausgenommen sind Spiele gegen die beiden Aufsteiger Salzburg Bulls und Generali Invaders, hier gilt die zwei zu zwei Regel.

## Teams
- Carinthian Black Lions (Klagenfurt)
- Danube Dragons (Klosterneuburg)
- Generali Invaders (St. Pölten)
- Prague Panthers (Prag)
- Raiffeisen Vikings Vienna (Wien)
- Salzburg Bulls (Salzburg)
- Swarco Raiders Tirol (Innsbruck)
- Turek Graz Giants (Graz)

## Tabelle
| AFL 2010 | AFL 2010                  | AFL 2010 | AFL 2010 | AFL 2010 | AFL 2010 | AFL 2010 | AFL 2010 | AFL 2010 | AFL 2010 |
|          | Team                      | Sp       | S        | U        | N        | Pct      | P+       | P−       | Diff     |
| -------- | ------------------------- | -------- | -------- | -------- | -------- | -------- | -------- | -------- | -------- |
| 1        | Danube Dragons            | 6        | 5        | 0        | 1        | 0,833    | 228      | 134      | +94      |
| 2        | Swarco Raiders Tirol      | 6        | 4        | 0        | 2        | 0,677    | 235      | 134      | +115     |
| 3        | Turek Graz Giants         | 6        | 4        | 0        | 2        | 0,677    | 227      | 150      | +77      |
| 4        | Raiffeisen Vikings Vienna | 6        | 4        | 0        | 2        | 0,677    | 179      | 118      | +61      |
| 5        | Prague Panthers           | 6        | 3        | 0        | 3        | 0,500    | 253      | 183      | +70      |
| 6        | Generali Invaders         | 6        | 2        | 0        | 4        | 0,333    | 195      | 326      | −131     |
| 7        | Carinthian Black Lions    | 6        | 2        | 0        | 4        | 0,333    | 134      | 229      | −95      |
| 8        | Salzburg Bulls            | 6        | 0        | 0        | 6        | 0,000    | 114      | 291      | −177     |

Legende: Sp = Spiele, S = Siege, U = Unentschieden, N = Niederlagen, Pct = Winning Percentage,

P+= erzielte Punkte, P− = zugelassene Punkte, Diff = Differenz

 Qualifikation für die Play-offs mit Heimrecht,
 Qualifikation für die Play-offs

## Spielplan
| Datum                 | Kickoff | Heim                      | Ergebnis    | Auswärts                  | Stadion                              |
| --------------------- | ------- | ------------------------- | ----------- | ------------------------- | ------------------------------------ |
| Woche 1               |         |                           |             |                           |                                      |
| 27. März              | 14:00   | Prague Panthers           | 28:42       | Turek Graz Giants         | Slavia Stadion, Prag                 |
| 27. März              | 17:00   | Danube Dragons            | 49:13       | Salzburg Bulls            | Rattenfängerstadion, Korneuburg      |
| 28. März              | 15:00   | Raiffeisen Vikings Vienna | 56:16       | Generali Invaders         | Hohe Warte, Wien                     |
| 29. März              | 15:00   | Carinthian Black Lions    | 7:41        | Swarco Raiders Tirol      | Stadion Villach Lind, Villach        |
| Woche 2               |         |                           |             |                           |                                      |
| 10. April             | 15:00   | Salzburg Bulls            | 0:50        | Raiffeisen Vikings Vienna | ASV-Platz Salzburg Itzling, Salzburg |
| 10. April             | 15:00   | Swarco Raiders Tirol      | 34:17       | Prague Panthers           | Tivoli-Neu, Innsbruck                |
| 10. April             | 16:00   | Generali Invaders         | 55:63       | Danube Dragons            | Ottakringer Field, St. Pölten        |
| 11. April             | 14:00   | Turek Graz Giants         | 23:28       | Carinthian Black Lions    | ASKÖ-Stadion Eggenberg, Graz         |
| Woche 3               |         |                           |             |                           |                                      |
| 24. April             | 15:00   | Swarco Raiders Tirol      | 50:22       | Raiffeisen Vikings Vienna | Tivoli-Neu, Innsbruck                |
| 24. April             | 15:00   | Salzburg Bulls            | 22:66       | Prague Panthers           | ASV-Platz Salzburg Itzling, Salzburg |
| 25. April             | 14:00   | Turek Graz Giants         | 28:13       | Danube Dragons            | ASKÖ-Stadion Eggenberg, Graz         |
| 5. Juni               | 16:00   | Generali Invaders         | 33:21       | Carinthian Black Lions    | Ottakringer Field, St. Pölten        |
| Woche 4               |         |                           |             |                           |                                      |
| 8. Mai                | 15:00   | Carinthian Black Lions    | 33:32       | Salzburg Bulls            | Stadion Villach Lind, Villach        |
| 8. Mai                | 15:00   | Prague Panthers           | 84:26       | Generali Invaders         | Slavia Stadion, Prag                 |
| 8. Mai                | 17:00   | Danube Dragons*           | 33:28       | Swarco Raiders Tirol      | Rattenfängerstadion, Korneuburg      |
| 9. Mai                | 15:00   | Raiffeisen Vikings Vienna | 27:24       | Turek Graz Giants         | Hohe Warte, Wien                     |
| Woche 5               |         |                           |             |                           |                                      |
| 22. Mai               | 15:00   | Salzburg Bulls            | 13:54       | Swarco Raiders Tirol      | ASV-Platz Salzburg Itzling, Salzburg |
| 22. Mai               | 16:00   | Turek Graz Giants         | 68:26       | Generali Invaders         | ASKÖ-Stadion Eggenberg, Graz         |
| 23. Mai               | 15:00   | Raiffeisen Vikings Vienna | 21:0        | Prague Panthers           | Hohe Warte, Wien                     |
| 24. Mai               | 17:00   | Carinthian Black Lions    | 7:42        | Danube Dragons            | Stadion Villach Lind, Villach        |
| Woche 6               |         |                           |             |                           |                                      |
| 12. Juni              | 16:00   | Generali Invaders         | 39:34       | Salzburg Bulls            | Ottakringer Field, St. Pölten        |
| 12. Juni              | 17:00   | Prague Panthers           | 58:38       | Carinthian Black Lions    | Slavia Stadion, Prag                 |
| 12. Juni              | 17:00   | Swarco Raiders Tirol      | 28:42       | Turek Graz Giants         | Tivoli-Neu, Innsbruck                |
| 12. Juni              | 18:00   | Danube Dragons            | 28:3 (2:0)  | Raiffeisen Vikings Vienna | Rattenfängerstadion, Korneuburg      |
| Play-offs: Halbfinale |         |                           |             |                           |                                      |
| 26. Juni              | 17:00   | Swarco Raiders Tirol      | 58:51 (OT)  | Turek Graz Giants         | Tivoli-Neu, Innsbruck                |
| 26. Juni              | 18:00   | Danube Dragons            | 31:24 (3:0) | Raiffeisen Vikings Vienna | Rattenfängerstadion, Korneuburg      |
| Austrian Bowl XXVI    |         |                           |             |                           |                                      |
| 9. Juli               | 19:00   | Danube Dragons            | 28:21       | Swarco Raiders Tirol      | Tivoli-Neu, Innsbruck                |

 Blue River Bowl III und IV, in Klammer die bisherige Siegesstatistik
| * | Erster Sieg der Danube Dragons gegen die Swarco Raiders in ihrer 25-jährigen Vereinsgeschichte. |

### Finalrunde
|  | Play-offs: Semi-Finals | Play-offs: Semi-Finals    | Play-offs: Semi-Finals |  |  | Austrian Bowl XXVI | Austrian Bowl XXVI   | Austrian Bowl XXVI |
|  |                        |                           |                        |  |  |                    |                      |                    |
|  |                        |                           |                        |  |  |                    |                      |                    |
|  | 2                      | Swarco Raiders Tirol      | 58                     |  |  |                    |                      |                    |
|  | 3                      | Turek Graz Giants         | 51                     |  |  |                    |                      |                    |
|  |                        |                           |                        |  |  | 2                  | Swarco Raiders Tirol | 21                 |
|  |                        |                           |                        |  |  | 1                  | Danube Dragons       | 28                 |
|  | 1                      | Danube Dragons            | 31                     |  |  |                    |                      |                    |
|  | 4                      | Raiffeisen Vikings Vienna | 24                     |  |  |                    |                      |                    |
|  |                        |                           |                        |  |  |                    |                      |                    |

#### Austrian Bowl XXVI

Logo

| Austrian Bowl XXVI – Innsbruck (3.500 Zuschauer) | Austrian Bowl XXVI – Innsbruck (3.500 Zuschauer) | Austrian Bowl XXVI – Innsbruck (3.500 Zuschauer) | Austrian Bowl XXVI – Innsbruck (3.500 Zuschauer)          | Austrian Bowl XXVI – Innsbruck (3.500 Zuschauer)          | Austrian Bowl XXVI – Innsbruck (3.500 Zuschauer)          | Austrian Bowl XXVI – Innsbruck (3.500 Zuschauer)          |
| ------------------------------------------------ | ------------------------------------------------ | ------------------------------------------------ | --------------------------------------------------------- | --------------------------------------------------------- | --------------------------------------------------------- | --------------------------------------------------------- |
| Team                                             | Team                                             | Punkte                                           | Q1                                                        | Q2                                                        | Q3                                                        | Q4                                                        |
| Danube Dragons                                   | Danube Dragons                                   | 28                                               | 7                                                         | 7                                                         | 6                                                         | 8                                                         |
| Swarco Raiders Tirol                             | Swarco Raiders Tirol                             | 21                                               | 0                                                         | 7                                                         | 7                                                         | 7                                                         |
| Dragons                                          | Raiders                                          | Spieler                                          | Spielzug                                                  | Spielzug                                                  | Spielzug                                                  | Spielzug                                                  |
| 7                                                | 0                                                | Jason Horton                                     | 19-Yard Pass von Eric Marty (PAT Martin Wunderer)         | 19-Yard Pass von Eric Marty (PAT Martin Wunderer)         | 19-Yard Pass von Eric Marty (PAT Martin Wunderer)         | 19-Yard Pass von Eric Marty (PAT Martin Wunderer)         |
| 7                                                | 7                                                | Philipp Heider                                   | 9-Yard Pass von Leon Jackson III (PAT Clemens Erlsbacher) | 9-Yard Pass von Leon Jackson III (PAT Clemens Erlsbacher) | 9-Yard Pass von Leon Jackson III (PAT Clemens Erlsbacher) | 9-Yard Pass von Leon Jackson III (PAT Clemens Erlsbacher) |
| 14                                               | 7                                                | Thomas Haider                                    | 5-Yard Pass von Eric Marty (PAT Sebastian Daum)           | 5-Yard Pass von Eric Marty (PAT Sebastian Daum)           | 5-Yard Pass von Eric Marty (PAT Sebastian Daum)           | 5-Yard Pass von Eric Marty (PAT Sebastian Daum)           |
| 20                                               | 7                                                | Michael Janik                                    | 5-Yard Pass von Eric Marty (PAT Martin Wunderer failed)   | 5-Yard Pass von Eric Marty (PAT Martin Wunderer failed)   | 5-Yard Pass von Eric Marty (PAT Martin Wunderer failed)   | 5-Yard Pass von Eric Marty (PAT Martin Wunderer failed)   |
| 20                                               | 14                                               | Florian Grein                                    | 1-Yard Lauf (PAT Clemens Erlsbacher)                      | 1-Yard Lauf (PAT Clemens Erlsbacher)                      | 1-Yard Lauf (PAT Clemens Erlsbacher)                      | 1-Yard Lauf (PAT Clemens Erlsbacher)                      |
| 28                                               | 14                                               | Eric Marty                                       | 1-Yard Lauf (TPC Andrej Kliman Lauf)                      | 1-Yard Lauf (TPC Andrej Kliman Lauf)                      | 1-Yard Lauf (TPC Andrej Kliman Lauf)                      | 1-Yard Lauf (TPC Andrej Kliman Lauf)                      |
| 28                                               | 21                                               | Alexander Kirschniok                             | 1-Yard Lauf (PAT Clemens Erlsbacher)                      | 1-Yard Lauf (PAT Clemens Erlsbacher)                      | 1-Yard Lauf (PAT Clemens Erlsbacher)                      | 1-Yard Lauf (PAT Clemens Erlsbacher)                      |
| MVP: Eric Marty, Dragons                         |                                                  |                                                  |                                                           |                                                           |                                                           |                                                           |

## Liga-MVPs
Die am Ende der Saison, in der Pressekonferenz vor der Austrian Bowl XXVI, bekannt gegebenen Liga-MVPs dieser Saison sind:
- Most Valuable Player des Jahres – Chris Gunn (Turek Graz Giants)
- Offense Player des Jahres: Germaine Race (Generali Invaders St. Pölten)
- Defense Player des Jahres: Mike Brannon (Raiffeisen Vikings Vienna)
- Youngstar des Jahres: Jakob Baran (Danube Dragons)
- Coach des Jahres: Ivan Zivko (Danube Dragons)

## Zuschauerstatistik
| Verein                    | Stadt      | Einwohner  | Stadion                    | Kapazität | Heimspiel 1 | Heimspiel 2 | Heimspiel 3 | Gesamt | Schnitt |
| ------------------------- | ---------- | ---------- | -------------------------- | --------- | ----------- | ----------- | ----------- | ------ | ------- |
| Danube Dragons            | Korneuburg | 21.8980    | Rattenfängerstadion        | 0600      | 01.000      | 01.100      | 01.100      | 03.200 | 01.067  |
| Swarco Raiders Tirol      | Innsbruck  | 119.2490   | Tivoli-Neu                 | 16.009    | 03.200      | 04.200      | 02.800      | 10.200 | 03.400  |
| Turek Graz Giants         | Graz       | 254.6050   | ASKÖ-Stadion Eggenberg     | 08.500    | 02.735      | 01.600      | 0900        | 5.235  | 01.745  |
| Raiffeisen Vikings Vienna | Wien       | 1.697.9820 | Casino-Stadion Hohe Warte  | 04.500    | 03.000      | 03.500      | 03.500      | 10.000 | 03.333  |
| Prague Panthers           | Prag       | 1.233.2110 | Slavia Stadion             | ?         | 0400        | 0400        | 0200        | 1.000  | 0334    |
| Generali Invaders         | St. Pölten | 51.6880    | Ottakringer Field          | ?         | 0700        | 0350        | 0200        | 01.250 | 0417    |
| Carinthian Black Lions    | Villach    | 59.0890    | Stadion Villach Lind       | 2.000     | 01.200      | 0800        | 0960        | 02.960 | 0987    |
| Salzburg Bulls            | Salzburg   | 147.6850   | ASV-Platz Salzburg Itzling | 500       | 0680        | 0220        | 0?          | 900    | 450     |
| Gesamt                    |            |            |                            |           | 012.915     | 012.170     | 09.660      | 34.745 | 11.582  |